# Rupilia tricolor
Rupilia tricolor là một loài bọ cánh cứng trong họ Chrysomelidae. Loài này được Lea miêu tả khoa học năm 1925.